# Bahnhof Suidōbashi
Der Bahnhof Suidōbashi (jap. 水道橋駅, Suidōbashi-eki) ist ein Bahnhof in der japanischen Hauptstadt Tokio. Er wird von den Bahngesellschaften JR East und Toei bedient und befindet sich im Norden des Bezirks Chiyoda sowie teilweise im Bezirk Bunkyō. Er ist ein Umsteigeknoten zwischen Eisenbahn und U-Bahn.

## Verbindungen
Suidōbashi ist ein Durchgangsbahnhof an der Chūō-Sōbu-Linie von JR East. Sie durchquert das Stadtzentrum Tokios von Westen nach Osten und verbindet dabei Mitaka mit Shinjuku, Akihabara, Funabashi und Chiba. Tagsüber verkehren die Züge alle fünf bis sechs Minuten, während der Hauptverkehrszeit alle drei bis vier Minuten. Im gleichnamigen U-Bahnhof Suidōbashi halten Züge der Mita-Linie von Toei. Sie verbinden Nishi-Takashimadaira mit Meguro, wo sie zur Tōkyū Meguro-Linie durchgebunden werden. Tagsüber verkehren sie alle sechs Minuten, während der Hauptverkehrszeit alle vier bis fünf Minuten. Vor dem Bahnhof halten eine Buslinie der Gesellschaft Toei Bus und ein von der Bezirksverwaltung Chiyoda betriebene Quartierbuslinie.

## Anlage
Während der Bahnhofteil von JR East im Stadtteil Misakichō an der nördlichen Grenze des Bezirks Chiyoda steht, befindet sich der U-Bahnhof von Toei im angrenzenden Stadtteil Kōraku, der zum Bezirk Bunkyō gehört. Beide Bahnhofteile sind durch den Fluss Kanda getrennt, über den die namensgebende Suidō-Brücke (Suidō bashi) führt. In der Nähe sind verschiedene Bildungseinrichtungen wie die Chūō-Universität, die Senshū-Universität und die Tokyo-Gakuen-Universität zu finden, ebenso die Parkanlage Koishikawa Kōrakuen und das Jimbōchō-Bücherdorf. Prägend für das Gebiet ist insbesondere der Unterhaltungskomplex Tokyo Dome City mit dem Baseballstadion Tokyo Dome, dem Einkaufszentrum La Aqua, der Kōrakuen-Halle, der Veranstaltungshalle Tokyo Dome City Hall und dem Vergnügungspark Tokyo Dome City Attractions.
Der auf einem Viadukt gelegene JR-East-Bahnhofteil ist von Osten nach Westen ausgerichtet, parallel zum Südufer des Kanda. Er besitzt vier Gleise, die alle dem Personenverkehr dienen. Das nördliche Gleispaar wird durch zwei vollständig überdachte Seitenbahnsteige erschlossen. Hingegen besitzt das südliche Gleispaar keine Bahnsteige und die Züge der Chūō-Hauptlinie sowie der Chūō-Schnellbahnlinie fahren ohne Halt durch. Der Zugang zu den Bahnsteigen erfolgt vom westlichen und östlichen Ende aus, in unmittelbarer Nähe zur Suidō-Brücke bzw. zur Kōraku-Brücke. Auf der gegenüberliegenden Seite der Brücke, unter der Hauptverkehrsachse Hakusan-dōri, befindet sich der U-Bahnhof der Mita-Linie. Er besitzt zwei in Nord-Süd-Richtung verlaufende Gleise an einem Mittelbahnsteig. Beide Bahnhofteile sind mit Bahnsteigtüren ausgestattet.
Im Fiskaljahr 2019 nutzten durchschnittlich 105.139 Fahrgäste täglich den Bahnhof. Davon entfielen 81.623 auf JR East und 23.516 auf Toei.

## Bilder

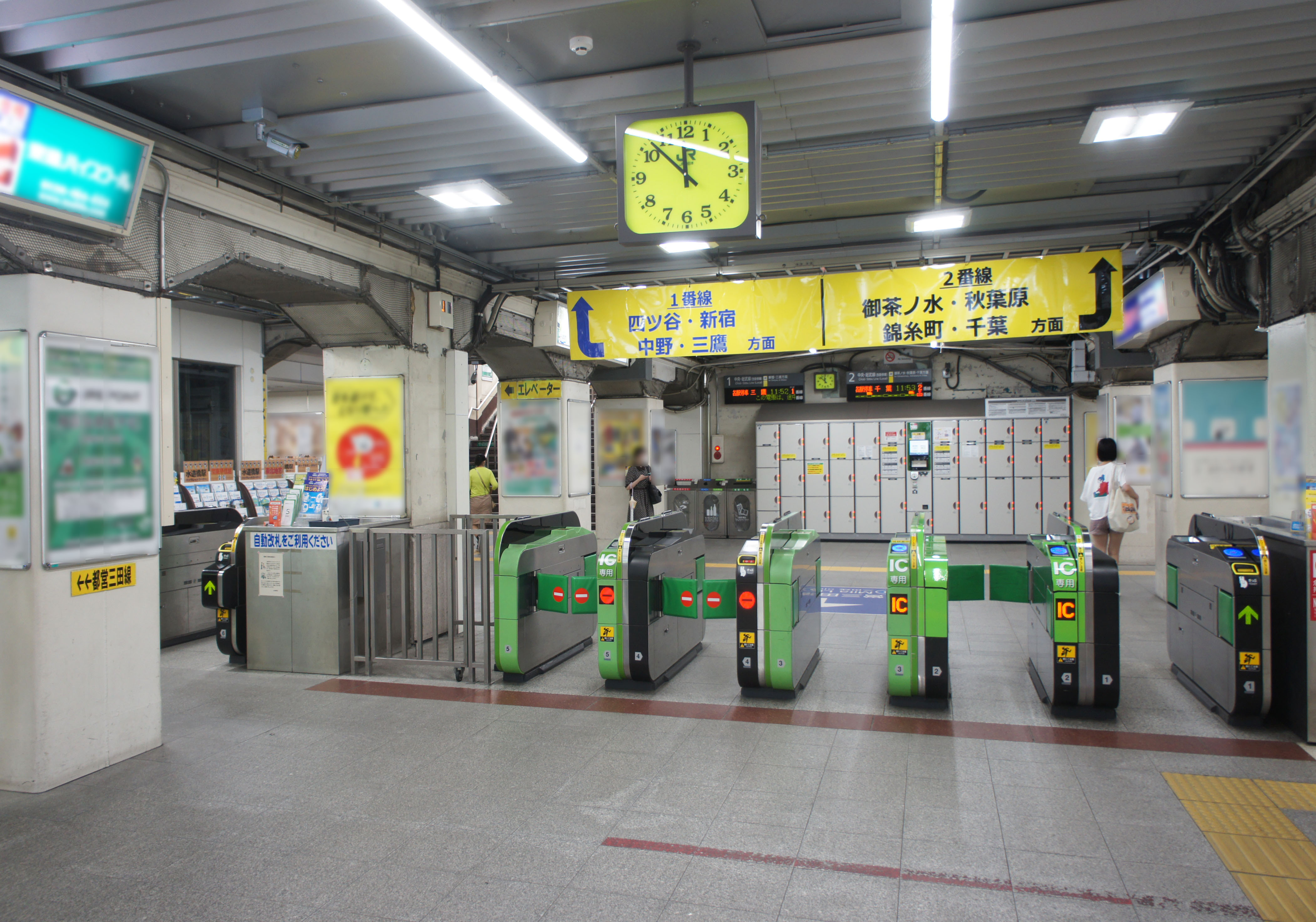
Bahnsteigsperren von JR East
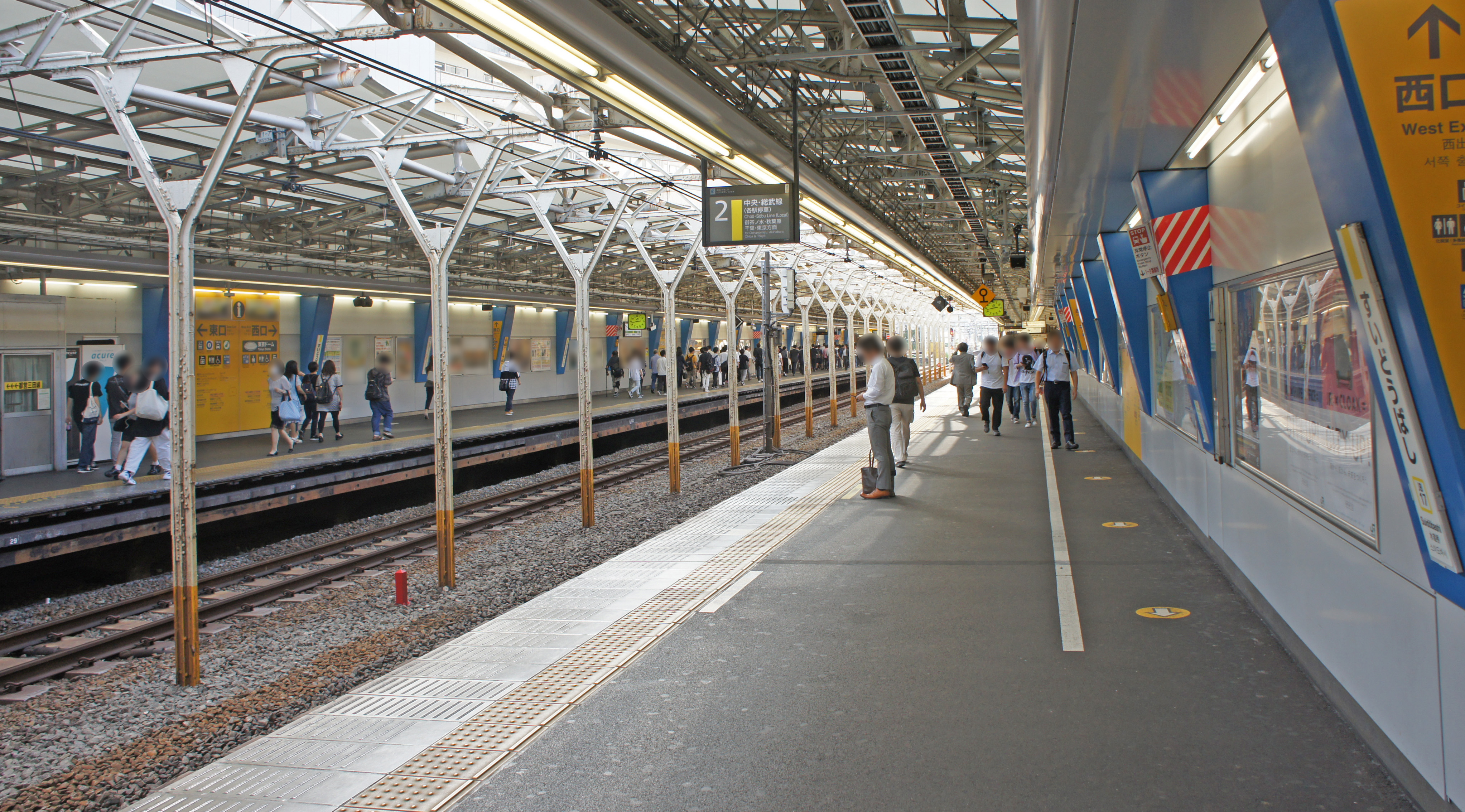
Bahnsteige der Chūō-Sōbu-Linie
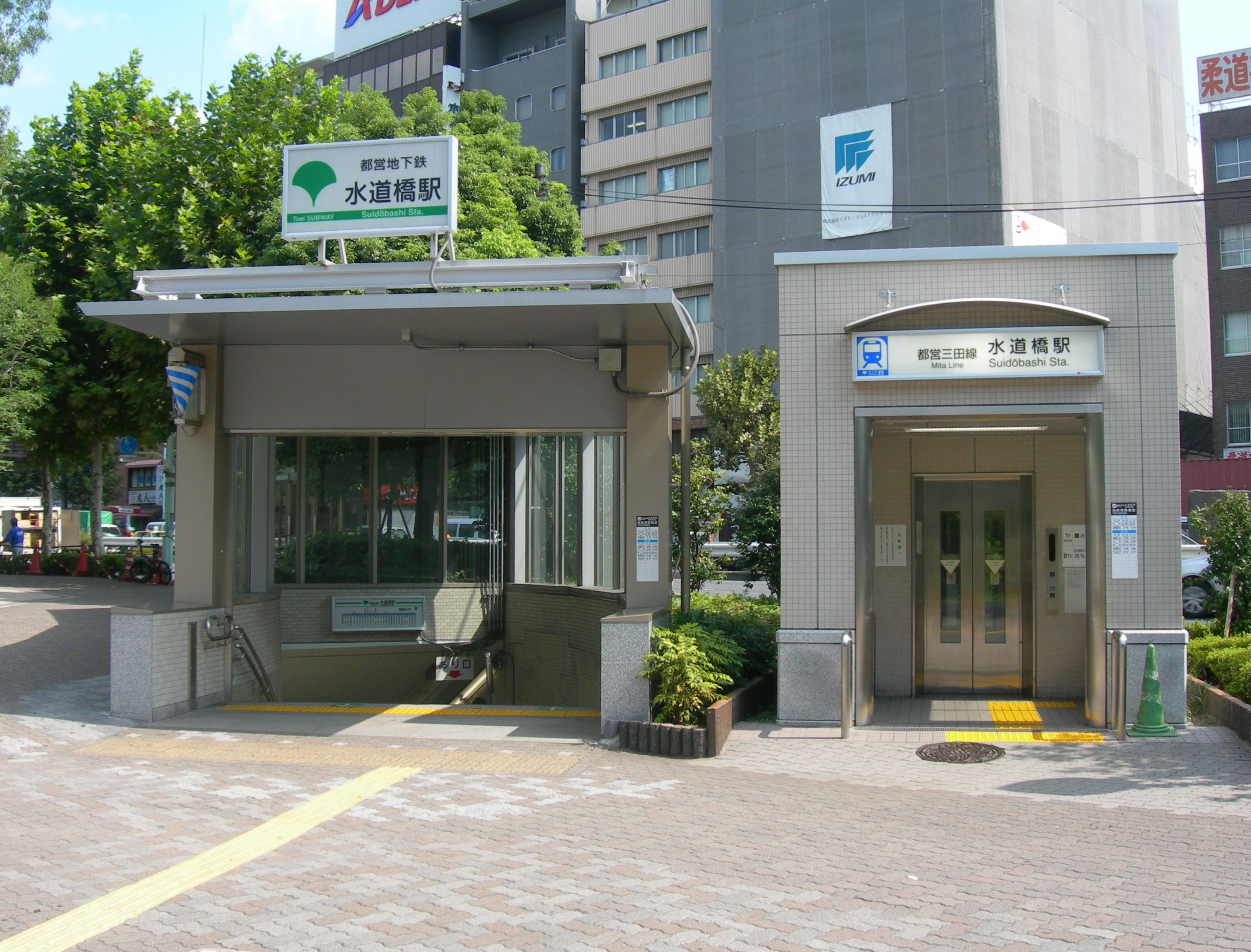
Eingang zum U-Bahnhof
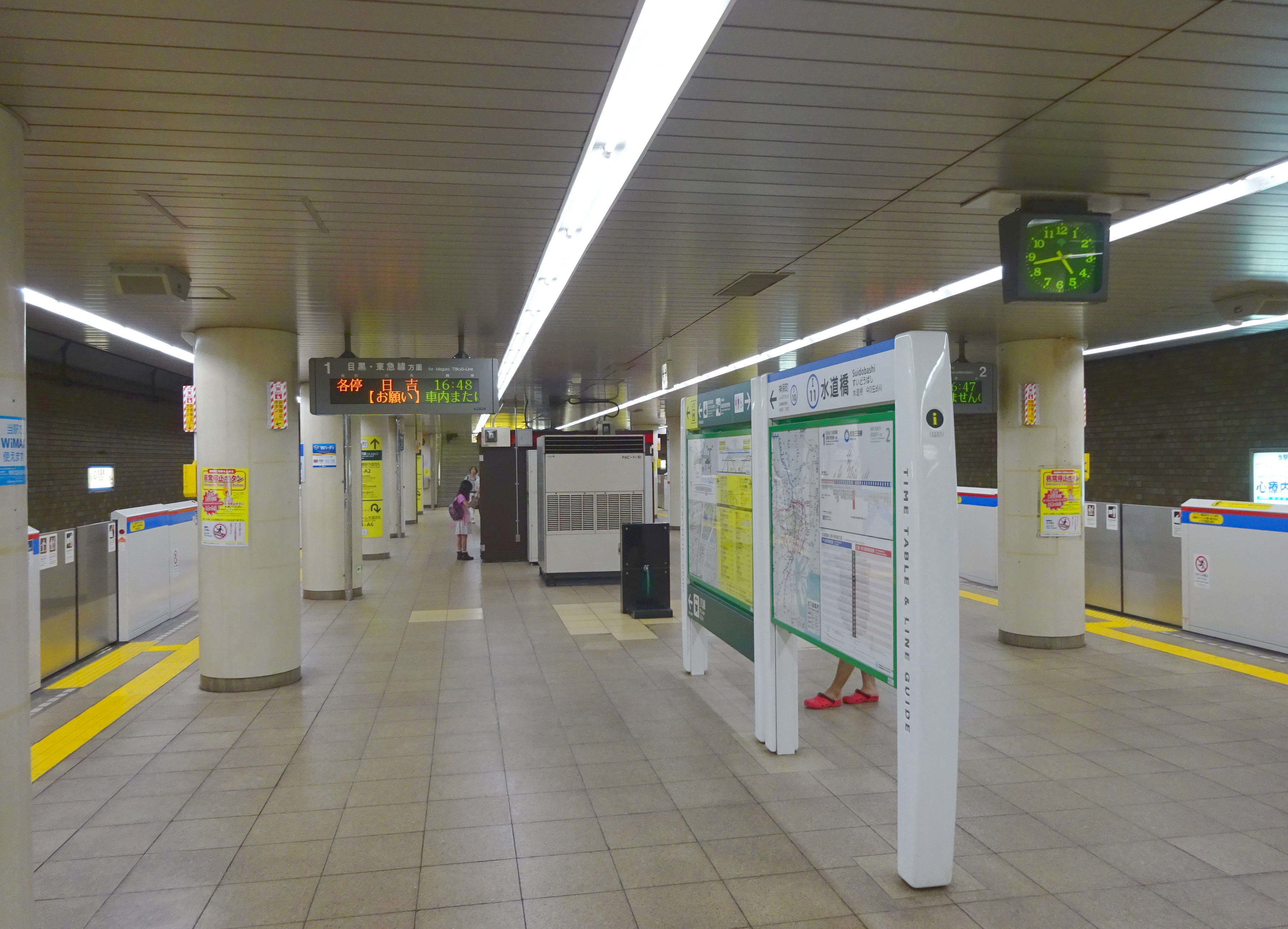
U-Bahnhof

## Gleise
JR East:
| 1 | ▉ Chūō-Sōbu-Linie | Shinjuku • Nakano • Mitaka                 |
| 2 | ▉ Chūō-Sōbu-Linie | Ochanomizu • Akihabara • Funabashi • Chiba |

Toei:
| 1 | Mita-Linie | Ōtemachi • Hibiya • Meguro                    |
| 2 | Mita-Linie | Sugamo • Shin-Itabashi • Nishi-Takashimadaira |

## Linien
| Verlauf der Chūō-Schnellbahnlinie |
| --- |
| Chiba • Nishi-Chiba • Inage • Shin-Kemigawa • Makuhari • Makuharihongō • Tsudanuma • Higashi-Funabashi • Funabashi • Nishi-Funabashi • Shimōsa-Nakayama • Moto-Yawata • Ichikawa • Koiwa • Shin-Koiwa • Hirai • Kameido • Kinshichō • Ryōgoku • Asakusabashi • Akihabara • Ochanomizu • Suidōbashi • Iidabashi • Ichigaya • Yotsuya • Shinanomachi • Sendagaya • Yoyogi • Shinjuku • Ōkubo • Higashi-Nakano • Nakano • Kōenji • Asagaya • Ogikubo • Nishi-Ogikubo • Kichijōji • Mitaka |

## Geschichte
Die Bahngesellschaft Kōbu Tetsudō eröffnete 1904 den Abschnitt Ochanomizu–Iidamachi der später so bezeichneten Chūō-Hauptlinie. Knapp zwei Jahre lang fuhren die Züge in Suidōbashi ohne Halt durch, bis zur Inbetriebnahme des nachträglich errichteten Bahnhofs am 24. September 1906. Von Anfang an gab es hier keinen Güterverkehr. Bereits eine Woche später, am 1. Oktober 1906, gingen Strecke und Bahnhof als Folge des Eisenbahnverstaatlichungsgesetzes an das Eisenbahnamt (das spätere Eisenbahnministerium) über. Ab 1949 war die Japanische Staatsbahn zuständig. Am 30. Juni 1972 eröffnete das Verkehrsamt der Präfektur Tokio (Toei) einen U-Bahnhof am neuen Abschnitt Sugamo–Hibiya der Linie 6. Sechs Jahre später, am 1. Juli 1978, erfolgte die Umbenennung in Mita-Linie. Im Rahmen der Staatsbahnprivatisierung ging der Bahnhof am 1. April 1987 in den Besitz der neuen Gesellschaft JR East über. Im Februar und März 2022 stattete JR East seine Bahnsteige mit Bahnsteigtüren aus.